# Macouba
Macouba es una comuna de Francia situada la zona septentrional del departamento insular antillano de Martinica, en la subprefectura de La Trinité.

## Características generales
Cuenta con una población de 1.148 habitantes y un área de 16,93 km², para una densidad de 68 hab./km². Por número de personas, es la localidad menos poblada de la isla.
Se encuentra del costado Atlántico de la isla.